# Eugene Fama

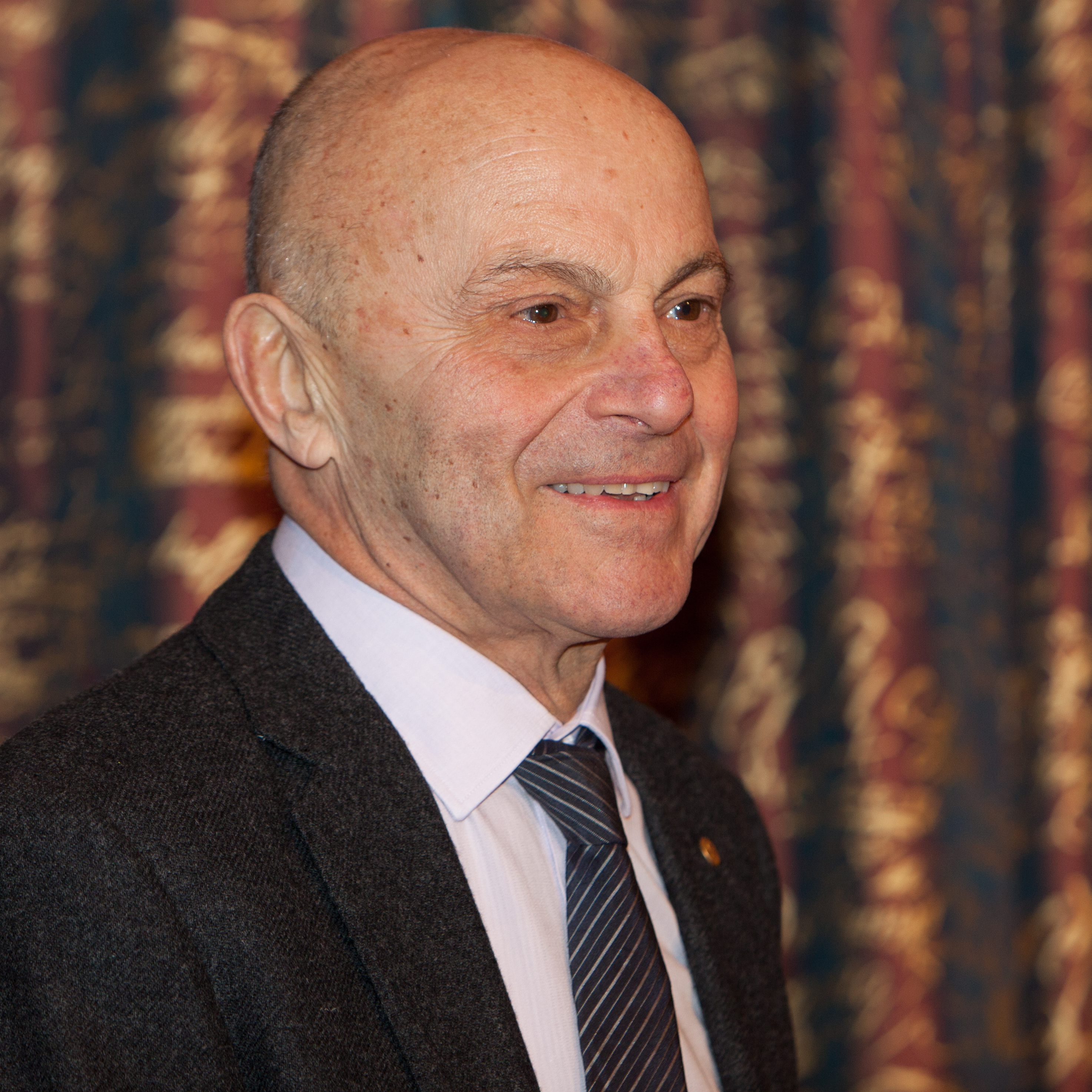
Eugene Fama (Stockholm, 2013)

Eugene Fama (sinh 14 tháng 2 năm 1939) là một giáo sư kinh tế Mỹ. Năm 2013, ông cùng các nhà kinh tế học người Mỹ Lars Peter Hansen và Robert J. Shiller giành Giải Tưởng niệm Nobel trong Khoa học Kinh tế "vì những phân tích đầy kinh nghiệm của họ về giá tài sản". Bắt đầu từ thập niên 1960, Eugene Fama và một số cộng sự đã chứng minh rằng giá chứng khoán rất khó đoán trong ngắn hạn, và rằng tin tức mới có ảnh hưởng cực kỳ nhanh chóng tới giá cả. 